# UK Garage
UK garage (UKG) je zastřešující pojem pro řadu stylů elektronické taneční hudby a urban music, které se objevily na klubové scéně Spojeného království v 90. letech 20. století. V Británii se vžilo i označení UK garridge.
Původně zahrnoval výhradně styly speed garage a 2Step. UK Garage, zaměřený na mentalitu britských posluchačů, dosáhl sice celosvětového rozšíření, avšak pouze u minoritní skupiny posluchačů a fanoušků.[zdroj?]
Styl svého vrcholu dosáhl přibližně v roce 1998. Poté se rozdělil na 2Step, Grime, Dubstep a Bassline House. Označení speed garage se po roce 2000 používá jen sporadicky.